# لورتو (کنتاکی)
لورتو (به انگلیسی: Loretto) شهری در ایالت کنتاکی کشور ایالات متحده آمریکا است که جمعیت آن در سرشماری سال ۲۰۱۰ میلادی، ۷۱۳ نفر بوده‌است.